# IPHL 1905/06

V sezoni 1905/06 lige WPHL so igrala moštva lige International Professional Hockey League.

## Končna lestvica
| Moštvo                 | OT | Z  | P  | R | GF  | GA  | TOČ | Povpr. |
| ---------------------- | -- | -- | -- | - | --- | --- | --- | ------ |
| Houghton-Portage Lakes | 24 | 19 | 5  | 0 | 105 | 70  | 38  | .792   |
| Michigan Soo Indians   | 24 | 18 | 6  | 0 | 126 | 57  | 36  | .750   |
| Pittsburgh Pros        | 24 | 15 | 9  | 0 | 121 | 84  | 30  | .625   |
| Calumet Miners         | 24 | 7  | 17 | 0 | 48  | 108 | 14  | .292   |
| Canadian Soo           | 24 | 1  | 23 | 0 | 56  | 137 | 2   | .042   |